# 송도달빛축제공원역
송도달빛축제공원역(松島달빛祝祭公園驛, Songdo Moonlight Festival Park station)은 인천광역시 연수구 송도동에 있는 인천 도시철도 1호선의 지하철역이다. 개통과 동시에 인천 도시철도 1호선의 종점으로 영업을 개시하였다. 심야에 2편성이 주박한다. 이 역부터 박촌역까지 지하 구간이다. 
승강장은 직곡선으로 410R의 곡선반경이 있으며, 추후 노선 연장 시 정거장 이후의 구간을 65km/h의 속도로 통과가 가능하게끔 설계되었다.

## 역사
- 2020년 6월 1일: 역명을 송도달빛축제공원으로 확정[1]
- 2020년 12월 12일: 국제업무지구 ~ 송도달빛축제공원 구간 개통으로 영업 개시[2][3]

## 역 구조
2면 2선의 상대식 승강장이다. 스크린도어가 설치되어 있다. 이 역 진입 전에 건넘선이 존재한다.

### 승강장
| 국제업무지구 ↑ |
| \| 상          |
| 시·종착역      |

| 상행 | ● 인천 도시철도 1호선 | 원인재 · 인천시청 · 부평 · 검단호수공원 방면 |
| 하행 | ● 인천 도시철도 1호선 | 당역 종착                                    |

- 승강장 번호는 없다.

## 역 주변
- 1번 출구 - 송도국제도시 디에트르 시그니처뷰 방향
- 2번 출구 -
- 3번 출구 - 송도랜드마크시티 2호 근린공원, 힐스테이트 송도 더테라스 방향
- 4번 출구 - 송도랜드마크시티 2호 근린공원, 송도랜드마크푸르지오시티 방향

4번 출구에서 도보 3~5분 거리에 송도랜드마크푸르지오시티, 추가로 1분 더 걸으면 한라웨스턴파크 송도가 있고, 역에서 총 도보 11분 이상 거리에 송도달빛축제공원 및 랜드마크스포츠파크가 있다.
- 송도달빛축제공원
- 국제119안전센터
- 힐스테이트 송도 더 테라스
- 송도랜드마크시티 1,2,3,4호 근린공원

## 인접한 역
| 인천 도시철도 1호선                 | 인천 도시철도 1호선   | 인천 도시철도 1호선 |
| ----------------------------------- | --------------------- | ------------------- |
| I138 국제업무지구 검단호수공원 방면 | ● 인천 도시철도 1호선 | 시·종착역           |